# Howick
Pour les articles homonymes, voir Howick (homonymie).
Howick, anciennement La Fourche et Annfield, est une municipalité du Québec située dans la municipalité régionale de comté (MRC) du Haut-Saint-Laurent dans la région de la Montérégie.

## Toponymie
Henry George Grey (1802-1894), vicomte Howick est à l'origine de ce toponyme. Parlementaire britannique, il fut secrétaire d'État à la guerre est aux colonies de 1846 à 1852. Durant son mandat, il fut un grand partisan de l'élaboration du gouvernement responsable dans les colonies et il prôna la nomination de Lord Elgin au titre de gouverneur général du Canada-Uni. Complètement retiré de la politique, il se retira et décédera dans sa résidence du Northumberland, Howick House.

## Histoire
Le nom Howick apparaît la première fois en 1851 avec l'ouverture d'un bureau de poste homonyme. Plus tard, en 1915, la bourgarde est officiellement nommée municipalité. Anciennement, les Howickois résidaient à George's Mill, car George Ellice, alors fils du seigneur de Beauharnois Alexandre Ellice, construisit un moulin à cet endroit. Par la suite, vers 1833, le territoire fut nommé Howick Village par les anglophones et Village de La Fourche par les francophones, car le village est situé à proximité de la confluence de la rivière Châteauguay et de la rivière des Anglais.
Le 15 mai 2010, la municipalité du village de Howick change son statut pour municipalité de Howick.

## Géographie
La communauté est enclavée dans la municipalité de paroisse de Très-Saint-Sacrement. La superficie totale du territoire est de 0,97 km2 dont 0,93 km2 terrestres, ce qui fait d'Howick la 3e plus petite municipalité du Québec.
La rivière Châteauguay délimite l'est de la municipalité en coulant vers le nord.

## Démographie
| 1991 | 1996 | 2001 | 2006 | 2011 | 2016 | 2021 |
| ---- | ---- | ---- | ---- | ---- | ---- | ---- |
| 636  | 617  | 580  | 606  | 630  | 778  | 850  |

## Administration
Les élections municipales se font en bloc aux quatre ans et sans district. La municipalité est rattachée à la MRC du Haut-Saint-Laurent,. À l'élection de 2017, Richard Raithby, ancien conseiller, est réélu maire sans opposition, de même que l'ensemble du conseil municipal. La population locale est représentée à l'Assemblée nationale du Québec au sein de la circonscription québécoise d'Huntingdon, et à la Chambre des communes du Canada par la circonscription fédérale de Salaberry-Suroît.
| Howick Maires depuis 2001                                                                                            |                 |         |          |
| Élection | Maire           | Qualité | Résultat |
| 2001 | Robert Doré     |         | Voir     |
| 2005 | Denis Loiselle  |         | Voir     |
| 2009 | Denis Loiselle  | Voir    |          |
| 2013 | Richard Raithby |         | Voir     |
| 2017 | Richard Raithby | Voir    |          |
| 2021 | Richard Raithby | Voir    |          |
| Élection partielle en italique Depuis 2005, les élections sont simultanées dans toutes les municipalités québécoises |                 |         |          |

|             | 2009-2013                                                                                         | 2013-2017                                                                                     | 2017-2021                                                                                   |                                                                                           |
| Maire       | Denis Loiselle                                                                                    | Richard Raithby                                                                               | Richard Raithby                                                                             | Richard Raithby                                                                           |
| Conseillers | Alain Beaulieu Jean-Denis Billette Louise Cholette Richard Raithby Gilles Thériault Todd Weippert | Jean-Denis Billette Ryan Bulmer Louise Cholette Danny McArthur Gilles Thériault Todd Weippert | Jean-Denis Billette Ryan Bulmer Louise Cholette Danny McArthur Réjean Chenail Ronald Lavoie | Ronald Lavoie Patrice Rose Jean-Denis Billette Danny McArthur Louise Cholette Ryan Bulmer |

## Urbanisme

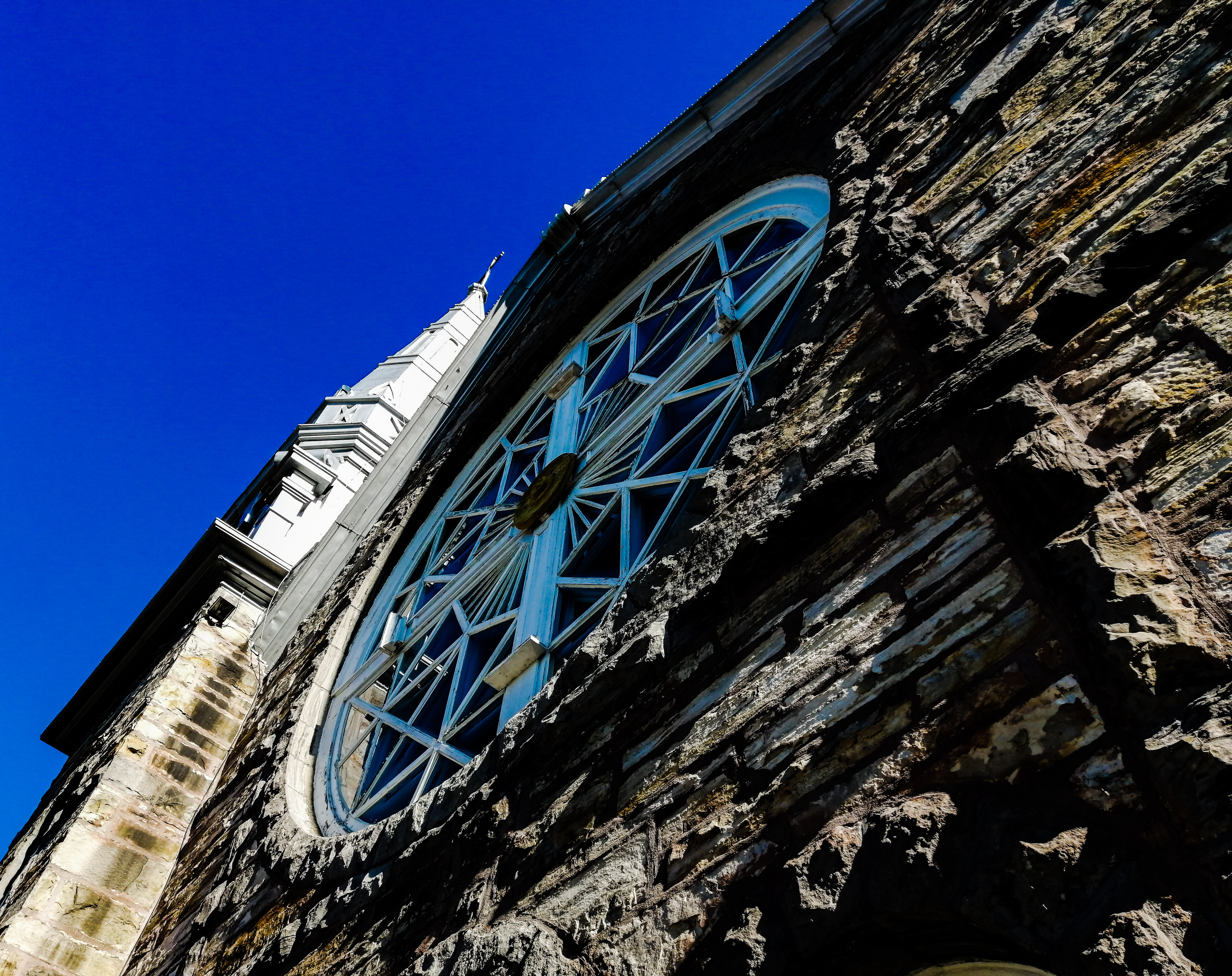
L'ancienne église catholique, devenue une boutique d'antiquités

Bien que situées dans la municipalité de Très-Saint-Sacrement, les routes 138 et 203 donnent accès à Howick par les rues Bridge et Mill.
Les principales voies de communication de la municipalité sont les rues Mill, Bridge, Lambton, Colville ainsi que le chemin de la Rivière-des-Anglais.
La MRC du Haut-Saint-Laurent offre un service de transport collectif dans la municipalité, la reliant à Huntingdon, Godmanchester, Ormstown, Très-Saint-Sacrement, Sainte-Martine et Mercier.